# Terrax
Terrax el Temerario o Terrax el Domador es un personaje ficticio, un supervillano que aparece en los cómics publicados por Marvel Comics. Creado por el artista John Byrne y el escritor Marv Wolfman, el personaje apareció por primera vez en octubre de 1979 y es un heraldo de la entidad cósmica Galactus y enemigo de Los 4 Fantásticos.

## Historial de publicaciones
El personaje aparece por primera vez en Fantastic Four # 211 (octubre de 1979) y fue creado por Marv Wolfman y John Byrne.

## Biografía ficticia del personaje

### El nacimiento de un heraldo
El personaje aparece por primera vez como un extraterrestre Birjan llamado Tyros, el gobernante de la ciudad-estado de Lanlak en el planetoide Birj. La entidad cósmica Galactus selecciona a Tyros como su próximo heraldo, pero antes lo envía a la Tierra para ayudar a los 4 Fantásticos héroes contra el villano Esfinge, donde es derrotado y después es llevado ante Galactus, que lo transforma en Terrax el Temerario.
Después de su transformación, su control sobre las rocas aumentó en un grado incalculable. Ahora podía afectar a todas las rocas y piedras en una escala casi planetaria, su cuerpo fue cambiado para soportar el vacío del espacio y, por último, Galactus le dio un arma llamada el Hacha Cósmica, capaz de generar olas de fuerza cósmica. Terrax viaja con Galactus a la Tierra, y mientras su nuevo amo lucha con la Esfinge, él ataca a los 4 Fantásticos pero es derrotado por la Antorcha Humana y se va con un Galactus victorioso.

### Rebelión
Como nuevo heraldo de Galactus, Terrax encontró más mundos para su amo que cualquiera de los heraldos anteriores. Terrax comparó el descubrimiento de nuevos planetas a la sensación de conquista. En varias ocasiones, Terrax aniquiló a grandes segmentos de la población usando sus poderes cósmicos. Como Galactus había esperado, la falta de moralidad de Terrax lo hizo un heraldo exitoso, pero no tenía lealtad a su amo, operaba por miedo a Galactus. 
Poco después de ser transformado en heraldo, huyó de su amo, derrocó al cuerpo gobernante de un planeta pequeño sin nombre, esclavizó a su población y se instaló como deidad de ese mundo. Muchos habitantes de ese mundo murieron al erigir templos y ciudades para glorificar a Terrax, quien planeaba usar los supervivientes como la primera ola de un ejército conquistador del universo. Galactus lo convocó antes de que sus planes se llevaran a cabo y, temeroso de la ira de su señor, Terrax se escondió en un agujero negro. Usando los poderes Dazzler, Galactus liberó a Terrax y le hizo obediente a su voluntad de nuevo.
Terrax vuelve a aparecer en el título Rom, donde guía a Galactus al planeta Galador y combate a Rom y Terminator.
Terrax se rebeló nuevamente y escapó a la Tierra. Allí, levitó toda la isla de Manhattan en la órbita terrestre y usa como rehenes a su habitantes para lograr que los 4 Fantásticos destruyan a Galactus. Galactus devuelve a Manhattan a la Tierra y despoja a Terrax de su Poder Cósmico y lo deja caer desde lo alto del  World Trade Center. Un transeúnte lo lleva a un hospital, donde pasa varios meses en un estado semi comatoso, sin que se enteren los 4 Fantásticos.
El Doctor Doom descubrió que Terrax había sobrevivido y lleva a Latveria, donde finalmente se recupera sin recuerdos de haber sido heraldo de Galactus. Doom creó un dispositivo capaz de dotar a un individuo con Poder Cósmico limitado y Terrax, que ha vuelto a usar el nombre Tyros, acepta ser expuesto al dispositivo para vengarse de los 4 Fantásticos. Equipado con un traje especial, Tyros parte a Nueva York, sin saber que el Poder Cósmico consumiría su cuerpo en cuestión de horas, algo que Doom había previsto para poder usarlo y no tener que lidiar después con él.
Tyros derrotó a los 4 Fantásticos y se rebeló ante Doom, inmovilizándo. Silver Surfer, llega al lugar a ayudar a los 4 Fantásticos y Tyros intenta luchar con él, pero la diferencia en sus poderes hace que su cuerpo sea consumido rápidamente. Como resultado de este enfrentamiento, Dr. Doom intercambió cuerpos con un testigo inocente, algo que el Todopoderoso revierte después.
En el número anual de Avenvgers, Terrax es resucitado temporalmente para convertirse en un miembro de la segunda Legión de los No-Vivos por el Primigenio del Universo, el Gran Maestro.
Tyros reforma a su forma física como Terrax en el título New Warriors y tiene una batalla con los Nuevos Guerreros. Es derrotado cuando el equipo de superhéroes descubre que Terrax requiere estar en contacto con el suelo para mantener su forma. Terrax es reformado una vez más por un científico que trata de robar su poder. Él se adueña del cuerpo del científico y lucha de nuevo con los Nuevos Guerreros y los 4 Fantásticos. El Silver Surfer interviene y abandona a Terrax en el planeta desierto Pluraris IV.
Terrax aparecer en el tercer volumen de Silver Surfer, donde se une con los demás heraldos para luchar contra el último heraldo de Galactus, Morg. Después de derrotar a Morg, Terrax se queda con su hacha. Morg intenta recuperar su y lucha con Terrax hasta que ambos son capturados por la entidad Tyrant. Terrax aparece después en la serie limitada Cosmic Powers, donde Tyrant es vencido por Thanos.
Después de una batalla con Silver Surfer y Nova, en realidad el demonio Mefisto disfrazado, en el título Silver Surfer, Terrax se esconde hasta una aparición en la segunda serie limitada de Sentry. Durante GLX-Mas Especial, Terrax se enfrentó y es derrotado por Chica Ardilla. Terrax aparece en Annihilation, capturado inicialmente por las fuerzas de Annihilus antes de escapar con el Skrull Paibok. Terrax ecnuentra después un mundo regido por el Space Parasite, a quien finalmente mata; al descubrir que los habitantes de planeta son felices viviendo en la sumisión, se monta en cólera y destruye al planeta.
En el título Hulk, Terrax es convocado por el Gran Maestro  para unirse a los Ofensores, en un intento para vencer a Hulk.

### Muerte
Terrax regresa a Birj, su planeta de nacimiento, donde es abordado por un miembro del Cuerpo Nova, que se encuentra allí para advertirlo y está ayudando en la evacuación del planeta. Terrax lucha contra él y se niega a evacuar el planeta. Nova huye cuando la Fuerza Fénix, la amenaza de la que advirtió a Terrax llega a Birj y consume al planeta y todos sus habitantes.

### Resurrección
Terrax fue resucitado por causas desconocidas y fue encontrado por Drax el Destructor cuando este aterrizó accidentalmente en un planeta sin nombre. Terrax sospecha que la Fuerza Fénix que lo mató también podría haberlo devuelto a la vida. Más tarde adquiere un Huevo Fénix, en circunstancias desconocidas, y lo almacena en nave de guerra. Finalmente, Thane se enteró de esto y engaña a sus aliados, el Campeón, Starfox y Nébula, para robar el huevo.
Más tarde, Terrax aterriza en San Francisco, California, donde lucha contra el Superior Spider-Man. Durante la batalla, Terrax casi mata a Superior Spider-Man, hasta que aparece Night Shift y deja caer un dispositivo que Spider-Man usa para absorber algunos de sus poderes cósmicos. A pesar de tener un poco de poder, Terrax todavía demuestra ser rival para Spider-Man, pero finalmente es derrotado.

## Poderes y habilidades
Terrax es un extraterrestre con una mutación genética que le da una capacidad mental limitada para manipular las moléculas de roca y tierra. Después de ser transformado por el Poder Cósmico de Galactus, su capacidad se vuelve casi ilimitada, puede mover asteroides, meteoros, e incluso planetas, así como causar erupciones volcánicas, afectar a las placas tectónicas para causar terremotos y crear abismos, además levitar grandes masas de tierra por enormes distancias. 
Como todos los heraldos de Galactus, Terrax posee fuerza, resistencia, reflejos y durabilidad sobrehumanas, proyección de energía, campos de fuerza, velocidad para viajar más rápido que la luz y es inmune a los rigores del espacio. El personaje posee además un hacha cósmica que tienen habilidades propias.

## Otras versiones

### MC2
Una versión futura de Terrax aparece en universo alterno el MC2 título,  Los cinco fantásticos.

### Terrax, el Verdaderamente Iluminado
En la Tierra-TRN267, Terrax también fue un heraldo de Galactus y se llamó a sí mismo «Terrax el Verdaderamente Iluminado». Cuando la Tierra comenzó a chocar con la Tierra-616 debido a una Incursión, los Illuminati viajaron a esa realidad para ver si podían salvar a la gente de allí antes de destruir el mundo. Encontraron que Terrax ya había guiado a Galactus para destruir la Tierra para así salvar a su universo. Terrax exigió a los Illuminati que regresaran a su realidad, pero al negarse, lucharon. Terrax fue derrotado y capturado, pero no a tiempo para detener a Galactus, que consumió la Tierra, evitando la destrucción de la Tierra-616.
Terrax fue llevado a la Tierra-616 y fue encarcelado en la Necrópolis de Wakanda en una celda junto al Cisne Negro. Terrax se une a la Nueva Camarilla para destruir la Tierra que están chocando con la Tierra-616.

## En otros medios

### Televisión
- Terrax aparece en la serie de Los Cuatro Fantásticos, con la voz de Tony Jay en la primera temporada y por Ron Feinberg en la segunda temporada. En el episodio "When Calls Galactus", Terrax engaña a Galactus para que consuma un planeta venenoso y luego intenta manipular a los Cuatro Fantásticos para que acaben con Galactus mientras se encuentra en su estado enfermo y vulnerable. Los Cuatro Fantásticos finalmente eligen ayudar a Galactus y derrotar a Terrax, a quien Galactus lo transforma en una colonia de lombrices de tierra y lo destierra a la Tierra.
- Terrax aparece en The Super Hero Squad Show episodio,  "Last Exit Before Doomsday!", con la voz de Ted Biaselli.[31]Él es visto como uno de los heraldos de Galactus.
- Terrax aparece en The Avengers: Earth's Mightiest Heroes en el episodio, «Vengadores Unidos», con la voz de Kevin Grevioux.[31] En esta versión es originario de la Tierra.
- Terrax aparece en el episodio de Hulk y los agentes de S.M.A.S.H., «Galactus apuesta al Verde», con la voz de James C. Mathis III.[31]En esta versión se le otorgaron sus poderes a She-Hulk después de que ella lo derrotó. Sin embargo, más tarde volvió a la normalidad e hizo un trato con Terrax para que Galactus consumiera planetas deshabitados.
- Terrax aparece en el episodio de Ultimate Spider-Man: Web Warriors, «Concurso de Campeones, parte 3», nuevamente con la voz de James C. Mathis III. El Gran Maestro lo empareja con Attuma y Annihilus contra el equipo del Coleccionista formado por Spider-Man, Araña de Hierro, Agente Venom y Thor.

### Videojuegos
- Terrax aparece como un jefe en el juego de Game Boy Advance Fantastic Four.
- Terrax también aparece en el videojuego Fantastic Four: Rise of the Silver Surfer con la voz de Fred Tatasciore.

### Juguetes
- Terrax fue lanzado como una figura en la línea de juguetes Marvel Legends en enero de 2012.[32]
- Un Minimate de Terrax fue una exclusiva de la tienda Toys "R" Us.[33]